# 侵略!ガルパンダZ
『侵略!ガルパンダZ』（しんりゃく ガルパンダゼット）は、2016年（平成28年）4月12日から同年6月28日まで、TOKYO MX並びにサンテレビで毎週火曜日に放送されていた、河崎実監督による特撮テレビドラマである。全18話を12週に渡り放送。主演は「ミリオンガールズZ」の星美りか・佐倉絆・友田彩也香。

## ストーリー
ガールズパンダZ星とゲーソ星の星間戦争は地球にも及ぼうとしていた。両者は、互いの代表が戦い、勝ったほうが地球を侵略する権利を得るという密約を締結する。これを受け、ガールズパンダZ星人、略してガルパンダZのリカ（星美りか）、キズナ（佐倉絆）、アヤカ（友田彩也香）の3人は、地球人に憑依して地球に潜伏するが、宇宙人以上にいかれた地球人の言動に大混乱。しかし、ゲーソ星特命戦士レッドイカモン（谷口洋行）もまた地球に潜入していた。両者は激突するかに見えたが、レッドイカモンの正体は地球侵略よりガルパンダZといちゃつくことを優先させるユリイカ三人娘（ナマコラブ、マコ・プリンシパル、増田ぴろよ）であった。

## 登場人物

### ガールズパンダZ星人
ガールズパンダZ星の宇宙人で、ゲーソ星と星間戦争をしている。略称はガルパンダZ。地球のパンダとよく似たデザインをしている。
ハート型に露出したおへそを押されると笑いが止まらなくなるという共通の弱点がある。また、パンダ故に笹が大好物である。
リカ
演：星美りか
ガールズパンダZ星特命戦士No.1。女子高生に憑依して地球に潜伏する。ビールを飲むと人が変わって暴れだす弱点がある。語尾に「パンダ」をつけて話す。
謎の呪文を詠唱して魔法を使うほか、野球の才能もあり「ガルパンダ黒色矮星打法」を得意とする。
キズナ
演：佐倉絆
ガールズパンダZ星特命戦士No.2。リカと同様、女子高生に憑依して地球に潜伏する。ワサビを食べると怪光線を吐いてしまう弱点がある。語尾に「パンパン」をつけて話す。
アヤカ
演：友田彩也香
ガールズパンダZ星特命戦士No.3。リカと同様、女子高生に憑依して地球に潜伏する。納豆がきらいという弱点がある。語尾に「ンダ」をつけて話す。

### ゲーソ星人
ゲーソ星の宇宙人で、ガールズパンダZ星と星間戦争をしている。地球のイカを赤く塗ったようなデザインをしている。
レッドイカモン
演：谷口洋行、（声）木村裕二、ナマコラブ、マコ・プリンシパル、増田ぴろよ
ゲーソ星の特命戦士。地球のイカとよく似た形状をしており、強力な触手と口からの火炎放射で攻撃する。ガルパンダZと同様、人間に憑依する能力がある。ゲーソ星からの合体指令によりユリイカ三人娘の合体した姿であり、頭部に埋め込まれた合体装置が故障すると元に戻ってしまう。
スーツは河崎実監督作品『いかレスラー』のいかレスラーの改造。声もいかレスラーと同じ木村裕二が演じている。正体がユリイカと判明してからはユリイカ三人娘の声で話す。
ユリイカ三人娘
演：マコ・プリンシパル、ナマコラブ、増田ぴろよ
レッドイカモンの正体。百合のイカなのでユリイカ。ゲーソ星の上司命令を無視して、ガルパンダZに一方的にモーションをかけている。ぴろよのみ語尾に「やんす」をつけて話す。ダイヤモンド星雲人・村東おちるの攻撃を受け絶命した。
レッドイカモン2号
演：谷口洋行、（声）掟ポルシェ
初代レッドイカモンが倒されたため地球に派遣されてきたゲーソ星の特命戦士。初代と違い、頭部に6つの銀色の突起物がついている。正体は後述の碇二郎。
碇二郎(いかりじろう)
演：掟ポルシェ
ユリイカ三人娘に代わって地球に派遣されてきた第4のゲーソ星特命戦士。放送困難な物言いが目立つ。
閻魔大王の怒りに触れ、アイドル好きなミュージシャン、地球人・掟（おきて）二郎として転生した。

### 地球人
リカのママ
演：岩井志麻子
リカが憑依した女子高生の母親。奇行しかない怪人物。岡山の性事情に詳しい。千葉県某所で山ごもりをすると言い残し行方不明に。第14話にて、実はガールズパンダZ星人であったことが判明した。リカと同様に謎の呪文を詠唱して、魔法を使うことができる。
キズナのパパ
演：タブレット純
キズナが憑依した女子高生の父親。男か女か判別しがたい容貌をしているが、娘の学費を稼ぐためピン芸人をしている娘思いの父親。ハイレベルなギターとものまねが持ち芸。
アヤカのパパ
演：モト冬樹
アヤカが憑依した女子高生の父親。男手一つでアヤカを育てており、料理が得意。カツラを被っており、頭部から強力な怪光線を放つ。それ以外はよき父親。
トレンディな男
演：小石田純一
トレンディな恋愛をするよう説く通りすがりの男。ソックスを着用せず、靴を直穿きしている。
瀬久田晴郎（せくた はるお）
演：杉作J太郎
調子学園の教師。リカ、キズナ、アヤカの担任であり、同時に野球部の顧問でもある。セクハラしか行わない。
犯弛監督（ぱんち かんとく）
演:パンチ佐藤
調子学園野球部監督。元プロ野球選手でプロ並みの特訓を行うことで知られる。部員の大半が賭博と違法薬物で逮捕されるという環境下、かまわず指導を行う。熊谷組のユニフォームを着用している。
佐々木笹三郎（ささき さささぶろう）
演：堀内佑太
調子学園野球部キャプテン。心身ともにイケメン。自分で打った打球を追い越し打ち返すマイセルフ左門豊作打法を会得している。
長嶋茂雄
演：プリティ長嶋
長嶋茂雄。調子学園グラウンドにいきなり現れては、犯弛監督のボールを軽々ホームランにし、部員全員と握手したうえ、打撃練習を行い、さっそうと去っていった人物。
ベッド・イン
演：ベッド・イン

### その他の宇宙人
村東おちる（むらひがし おちる）
演：村西とおる
ダイヤモンド星雲人。ガルパンダZやゲーソ星人同様人間に憑依し、人生コンサルタント「村東おちる」と名乗っている。凶悪で知られる白鳥座62番惑星人を簡単に倒す実力の持ち主。必殺技はフェイスシャワー光線と、ダイヤモンドカリスマAV光線。雑居ビルの中に、まるで貸しスタジオのようにハイクオリティな宇宙船・スペーススタジオ号を所持している。宇宙船の外観はホラ貝型。

## キャスト
- リカ：星美りか
- キズナ：佐倉絆
- アヤカ：友田彩也香
- レッドイカモン/レッドイカモン2号：谷口洋行
- レッドイカモンの声：木村裕二、マコ・プリンシパル、ナマコラブ、増田ぴろよ
- ユリイカ三人娘：マコ・プリンシパル、ナマコラブ、増田ぴろよ
- レッドイカモン2号の声：掟ポルシェ
- 碇二郎：掟ポルシェ
- リカのママ：岩井志麻子
- キズナのパパ：タブレット純
- アヤカのパパ：モト冬樹
- トレンディな男：小石田純一
- 瀬久田晴郎：イジリー岡田（1-4話）、杉作J太郎（5-6話）
- 犯弛監督：パンチ佐藤
- 佐々木笹三郎：堀内佑太
- 長嶋茂雄：プリティ長嶋
- 三つ子：葛目祐樹、菅野周平、渡會真貴
- 女子高生：奈良平愛実、奥原さやか、猪俣美花、鈴木彩花、伊東海咲、松田未来
- 調子学園バスケ部員：瀬口美乃
- 調子学園野球部員：葛西優大、大角直人、安藤拓哉
- 笹団子屋[1] の店員：加藤礼次朗
- テレビ局プロデューサー：大蔵ともあき
- プロデューサー：リカヤ・スプナー
- ナレーター：木全直弘

## スタッフ
- プロデューサー：荒木洋之、河崎実
- 企画：寺尾幸紘
- 脚本：海神える、河崎実
- 音楽：中村遼
- ラインプロデューサー：塩田康一
- 撮影監督：佐々木雅史
- 制作：田邊卓
- 助監督：松岡孝典
- 衣装：チバヤスヒロ
- 特殊衣装：手嶋幸弘
- ヘアメイク：宮本桂歌
- スチール：長谷川靖哲
- 編集・CG：人見健太郎、川添たかお
- 音効：金子寛史
- MA：辰己拓也
- デザインワークス：加藤礼次朗
- PR：井出広和
- 製作助手：武政沙和、板倉悠扇
- 製作応援：関谷和隆
- 撮影協力：バー シークレット恵比寿、土肥ふじやホテル、伊豆極楽苑
- 衣装協力：ハイゴールド、三愛水着楽園
- 製作協力：ZOOI、ケイ・エム・プロデュース
- 製作プロダクション：リバートップ
- 製作：トップ・マーシャル

## 主題歌
- 「ガルパンダZ」[2]
  - 作詞：河崎実 / 作・編曲：中村遼 / 歌：市川正浩
- 「侵略! ガルパンダZ エンディング」[3]
  - 作詞・作曲・編曲：中村遼 / 歌：市川正浩

同じく中村遼が作曲を務めた『大怪獣モノ』には本作の一部のBGMが流用されており、サウンドトラック盤『ORIGINAL MOTION PICTURE SOUNDTRACK 大怪獣モノ』（RMCD-1001）には、主題歌のみならず、主題歌フルバージョン、エンディングテーマ、一部のBGMが収録されている。

## 番組内コーナー
いずれも15分枠の3分の1の放送時間。
- メイキング

本編のメイキング。第1回放送のみ、本編の2倍放送した。
- 『電エース刑事』

河崎実監督作品。2016年DVD販売予定作品を6分割し、第2～7回放送分にて放送。 地上波放送に当たっては、台詞の一部や主題歌の一部のピー音による削除、エンディングの高速テロップの普通のテロップへの差し替え、劇中の風俗店のポスターへのモザイク処理等の配慮がなされ、また放送時間の都合から一部の場面がカットされ、話の結末も変更されている。
- 夜食ボム

第8回放送分より開始。ガルパンダZが、地球侵略の一環としてタイムマシーン3号の部屋に侵入し、いわゆる夜食テロを仕掛けるという内容の企画。

## 放映リスト
第1回放送では本作の第1話、残り時間全てメイキングを放送。
第2～6回放送では15分枠内の前半5分に本作、中途5分に本作のメイキング、後半5分に『電エース刑事』を放送。
第7回放送ではメイキングがなく、7話、8話と『電エース刑事』最終6話を放送。
第8回放送以降は前半10分で本作を2本分、後半5分間で新企画「夜食ボム」を放送。
| 放送回 | 放送日         | 話数 | サブタイトル | 企画       | 電エース刑事    |
| ------ | -------------- | ---- | --- | ---------- | --------------- |
| 1      | 2016年 4月12日 | 1    | 便乗だ! ガルパンダZ | メイキング |                 |
| 2      | 4月19日        | 2    | これは! 河崎実監督作品! | メイキング | 第1話           |
| 3      | 4月26日        | 3    | 人がヅラを被る時! 東京は沈没する! | メイキング | 第2話           |
| 4      | 5月3日         | 4    | 聞こう! 上司命令 | メイキング | 第3話           |
| 5      | 5月10日        | 5    | 野球ってなンダ!? | メイキング | 第4話           |
| 6      | 5月17日        | 6    | 愛ってなンダ!? | メイキング | 第5話           |
| 7      | 5月24日        | 7    | 恐怖の千本ノック! |            | 第6話（最終回） |
| 7      | 5月24日        | 8    | 宿命の対決! パンダ対イカ |            | 第6話（最終回） |
| 8      | 5月31日        | 9    | 笹団子はナイスなンダ! | 夜食ボム   |                 |
| 8      | 5月31日        | 10   | ナイスな星人でございます | 夜食ボム   |                 |
| 9      | 6月7日         | 11   | ナイスな人類侵略作戦! | 夜食ボム   |                 |
| 9      | 6月7日         | 12   | AV10万本! 奇襲計画 | 夜食ボム   |                 |
| 10     | 6月14日        | 13   | 打ち切り!? ガルパンダZ | 夜食ボム   |                 |
| 10     | 6月14日        | 14   | 逆転! パンダただいま参上! | 夜食ボム   |                 |
| 11     | 6月21日        | 15   | 至高! 最高! 土肥温泉ふじやホテル | 夜食ボム   |                 |
| 11     | 6月21日        | 16   | バブルでフィーバー! 地球売ります! | 夜食ボム   |                 |
| 12     | 6月28日        | 17   | 卓球温泉に地獄をみた! | 夜食ボム   |                 |
| 12     | 6月28日        | 18   | さらば! ガルパンダZ 未来（あす）への出発（たびだち）! 行け! 無限の宇宙（そら）を超え、希望の時空（あした）へ パンダゴー! さようなら! 再び帰還（かえ）るその日まで! おめでとう! ありがとう! こんな ばんぐみに まじに な っちゃって どうするの! これは終わり…そして始まり! というか終わり! 終（おわ）りでーす! 最終回だしもう知 らん! 爆弾仕込んでやり逃げだ! ああガルパンダZよ、 永遠（とわ）に美しくあれ! さあ万感の想いを込めて、 共に叫ぼう五つの誓い! パンダもイカも氷になった! | 夜食ボム   |                 |

## 放送局
- 火曜1:20- 1:35
  - TOKYO MX
- 火曜1:45- 2:00
  - サンテレビ

## 映像ソフト
2016年10月14日にスマイラルアニメーションからDVD上・下巻が同時発売された。上巻に1～8話、下巻に9～18話を収録している。
上巻収録の1～4話では、TV放映時にカットされた学園生活シーンを収録。瀬久田晴郎役でイジリー岡田が出演している。
下巻には「夜食ボム」未放送分を収録。
2016年11月6日に阿佐ヶ谷ロフトAにてDVD発売記念イベントが行われた。